# 포털 사이트
웹 포털 또는 포털(영어: web portal 또는 portal) 또는 비공식 용어로 포털 사이트(portal site, 문화어: 문형웨브사이트)는 월드 와이드 웹에서 사용자들이 인터넷에 접속할 때 기본적으로 거쳐가도록 만들어진 사이트를 말한다. "포털"(portal)이라는 단어는 영어로 "정문" 또는 "입구"를 뜻한다.
웹 포털은 사용자들이 필요로 하는 정보 또는 그에 대한 메타데이터를 종합적으로 제공한다. 초기에는 검색 서비스와 전자 메일 위주였으나 점차적으로 온라인 데이터베이스, 뉴스, 홈쇼핑, 블로그 등 다양한 서비스를 제공하고 있다.

## 역사
1990년대 후반, 웹 포털은 웹 IT 유행어였다. 1990년대 후반 웹 브라우저의 확산 이후, 많은 회사들은 인터넷 시장의 점유율을 얻기 위해 포털을 구축하거나 인수하려고 시도하였다. 웹 포털이 홈 페이지로 설정되면 많은 사용자들에게 웹 브라우징의 시작점이 되었기 때문에 특별한 관심을 받았다. 포털의 콘텐츠와 브랜딩은 인터넷 회사들이 합병되거나 인수됨에 따라 바뀔 수 있다. 넷스케이프는 아메리카 온라인의 일부가 되었고, 월트 디즈니 회사는 Go.com를 시작했다.

## 분류
웹 포털은 수평 포털과 수직 포털로 분류할 수 있다. 수평 포털은 다양한 분야를 다루며, 수직 포털은 특정 영역에 치중한다.

### 지식 엔터프라이즈 포털
엔터프라이즈 포털은 분류 기준에 따라 다양하게 분류할 수 있다. 포털이 제공하는 기능을 중심으로 기업 정보 포털(Enterprise Information Portal, EIP), 지식 기반 기업 포털(Knowledge based Enterprise Portal, KEP), 기업 응용 포털(Enterprise Application Portal, EAP)로 구분된다.

## 세계의 포털
세계 각 나라마다 그곳에서 영향력을 크게 발휘하는 다양한 웹 포털이 있다. 한국의 네이버, 다음, 네이트, 줌, 미국의 MSN, 야후!, 구글, 마이크로소프트 빙, 그리고 중국의 바이두, 시나닷컴, 인도의 레디프, 그리스의 In.gr, 러시아의 얀덱스 등이 각 지역을 대표하는 포털 사이트들이다.
각 나라마다 정부 기관에서 운영하는 웹 포털도 있다. 대표적으로 미국에는 USA.gov, 유럽 연합에는 europa.eu, 영국에는 gov.uk 등이 있다.

## 같이 보기
- 소셜 네트워크 서비스

### 대학교 포털
대학교 포탈은 학생, 교수, 교직원 등 학교 구성원들이 다양한 정보를 쉽게 접근하고 관리할 수 있도록 돕는 통합 정보 시스템이다. 이러한 포탈은 학사 행정, 학습 관리, 커뮤니케이션 등 여러 기능을 제공하여 교육 환경을 개선하는 데 중요한 역할을 한다. 주요 기능으로는 학사 정보 관리가 있다. 이를 통해 학생들은 수업 시간표, 강의 계획서, 성적 조회 등을 손쉽게 확인할 수 있다. 수강신청 기능을 통해 학생들은 온라인으로 수강신청을 하고, 변경 사항을 실시간으로 반영할 수 있다. 아주대 포탈